# 17e eeuw
De 17e eeuw (van de christelijke jaartelling) is de 17e periode van 100 jaar, dus bestaande uit de jaren 1601 tot en met 1700. De 17e eeuw behoort tot het 2e millennium.

## Benamingen voor eeuw
- Gouden Eeuw (Nederland)
- Tijd van regenten en vorsten (onderwijs)

## Belangrijke gebeurtenissen en ontwikkelingen
Zeevaart en kolonialisme

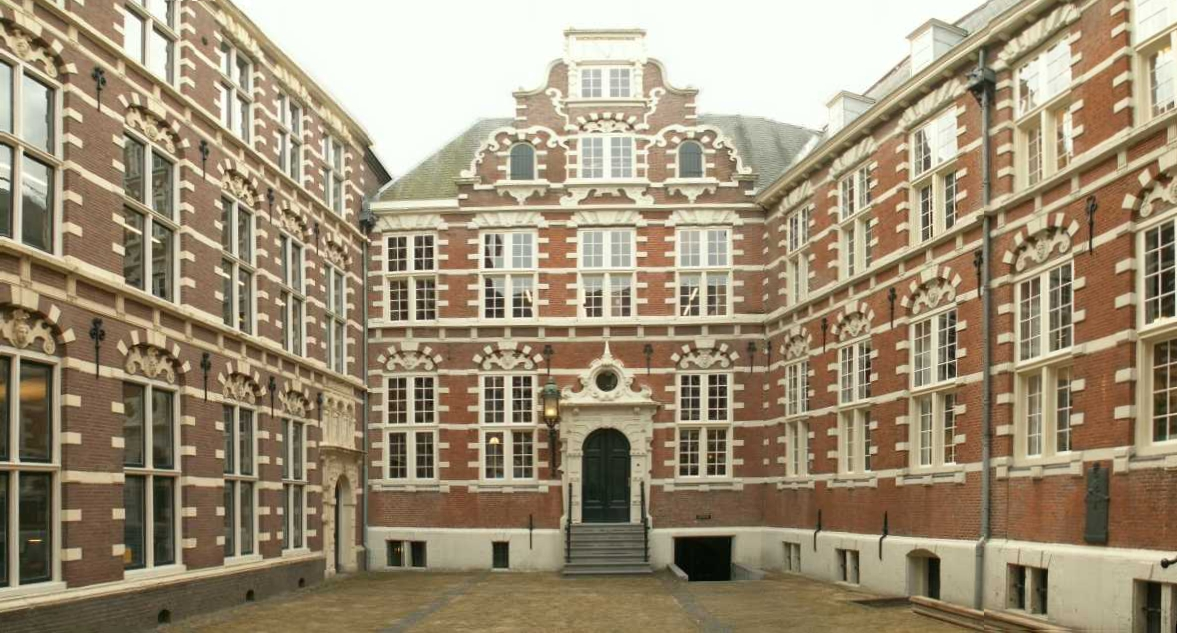
Het Oost-Indisch Huis te Amsterdam

- Opkomst en bloeitijd van de Vereenigde Oostindische Compagnie (VOC). 1770 Nederlandse schepen varen naar de Oost; 41 van hen vergaan tijdens de reis.
- De VOC sticht een verversingstation aan Kaap de Goede Hoop, dat in de loop van de eeuw uitgroeit tot de Kaapkolonie.
- Walvisvaart bij Spitsbergen. De Noordsche Compagnie en later ook particuliere reders uit De Rijp roeien de kolonie Groenlandse walvissen daar bijna uit. In het walvisstation Smeerenburg wordt uit het walvisvet traan gekookt.
- Drie Engelse oorlogen maken duidelijk bij wie in de komende eeuwen de heerschappij op de zeeën zal berusten.
- Een galjoen is een verdere ontwikkeling van de kraak en verschilt hiervan doordat de zeer hoge en gekromde vooropbouw, het voorkasteel, vervangen wordt door een lage, smalle en ver naar voren uitstekende boeg waarachter een loodrechte voorkant van de eigenlijke romp oprijst. De combinatie van lagere voorkant en hoge achterkant levert het typische silhouet op van het 17e-eeuwse zeilschip.

### Europa
- De Dertigjarige Oorlog tussen het protestantse noorden van Europa en het katholieke zuiden, maakt van Duitsland een groot kerkhof. Koning Gustaaf II Adolf legt met klinkende militaire overwinningen het fundament voor de Zweedse heerschappij over het Oostzeegebied.
- Engeland wordt geregeerd door het Schotse huis Stuart. De koningen uit dit huis komen regelmatig in conflict met het parlement vanwege hun katholieke en autocratische neigingen. Een van de twistpunten is de bescherming van rechten van arrestanten. Deze worden ten slotte in 1679 gedefinieerd in de Habeas corpus Act, waarmee een universeel beginsel is geboren. Uiteindelijk wordt de Nederlandse stadhouder Willem III van Oranje-Nassau uitgenodigd om het eiland als constitutioneel vorst te besturen, samen met zijn vrouw Mary Stuart.
- Rusland krijgt na de Tijd der troebelen een nieuwe dynastie: het huis Romanov.
- In de Slag bij Rocroi (1643) behaalt Frankrijk aan de eigen noordgrens een verrassende overwinning op Spanje, waarmee Frankrijk de hegemonie op het continent overneemt. Het zal die de volgende zestig jaar niet meer afstaan. Het land ontwikkelt zich onder de Bourbons tot een absolute monarchie. De adel verliest haar land en haar macht, en verwordt tot een geldverslindende hofadel. De godsdienstvrijheid wordt in twee stappen, in 1629 en 1685 teruggedraaid. De buitenlandse handel wordt door het protectionisme beperkt. Door de voortdurende oorlogen ontstaat een groot rijk binnen verdedigbare grenzen, maar met overal om zich heen vijandelijke mogendheden.
- Europa wordt getroffen door een aantal pestepidemieën. De joden krijgen daarvan de schuld en worden het slachtoffer van pogroms.
- De Midden-Italiaanse stad Castro en haar omgeving zijn het toneel van oorlogen tussen het hertogdom Parma en de Kerkelijke Staat. Ten slotte laat de paus de stad helemaal verwoesten.

### Spaanse Nederlanden
- De 17e eeuw brengt voor de Zuidelijke Nederlanden een aaneenschakeling van oorlogen, vernielingen, belegeringen, plunderingen en blokkades. Geprangd tussen de grootmachten, is het gebied overgeleverd aan strijdende legers in steeds wisselende allianties.
- Vanaf 1620 vormt de Antwerpenaar Abraham Verhoeven zijn onregelmatig uitgegeven pamfletten om tot een regelmatig verschijnende krant, de eerste die in de Zuidelijke Nederlanden verschijnt. Hij blijft de "Nieuwe Tijdinghen" tot 1629 uitgeven. Daarna geeft hij de "Wekelijckse Tijdinghen uyt verschiyde quartieren": een verandering niet alleen van naam, maar ook van periodiciteit en van drukformaat.
- De Engelse jezuïeten bouwen vanuit Sint-Omaars in huidig Frans-Vlaanderen hun voortreffelijk onderwijssysteem voor jongens over de hele Zuidelijke Nederlanden uit.

### Republiek der Verenigde Nederlanden
- De lucratieve Oostzeehandel legt de basis voor de Gouden Eeuw van de Nederlandse republiek.
- In de Noordelijke Nederlanden woedt een voortdurende machtsstrijd tussen Rekkelijken en Preciezen, tussen kooplieden en dominees en tussen het rijke Holland en de minder welvarende landgewesten. Scherpe botsingen doen zich voor in 1618, 1651 en 1672.
- De eerste krant verschijnt in de Republiek onder de naam "Courante uyt Italien ende Duytschlandt" tussen 1618 en 1639. Hij bevat nieuws over handel en oorlog, maar ook over natuurrampen.
- Studenten aan universiteiten en academies verenigen zich met streekgenoten in naties.

### Azië en Afrika
- In Japan begint de Edo-periode. Het land sluit zich onder de heerschappij van de shoguns vanaf 1639 volledig af van de buitenwereld. Alleen de kooplieden van de VOC hebben sinds 1641 een handelspost op het eiland Decima bij Nagasaki.
- De Mantsjoes bouwen in het vendelsysteem een staand leger op waarmee ze de Ming-dynastie verdrijven en vervangen door de Qing-dynastie.
- In zijn bloeiperiode omvat het Mogolrijk bijna geheel het Indische subcontinent. Het telt aan het einde van de 17e eeuw waarschijnlijk tegen de 150 miljoen inwoners.
- De Tweede Lange Oorlog tussen het Turkse en het Perzische Rijk wordt in 1619 beëindigd. Beide rijken zijn de uitputting nabij en er breekt voor beide een tijd van verval aan.
- De Beni Hassan en andere Arabische krijgersstammen overheersen de autochtone Berberse Sanhajastammen van het gebied dat tegenwoordig in Zuid-Marokko, de Westelijke Sahara en Mauritanië ligt, vooral na de Char Bouba oorlog. Het gevolg van die oorlog is dat de Arabische taal en cultuur komen te domineren en de Berberse stammen in meer of mindere mate worden gearabiseerd. Het Arabische dialect dat de Beni Hassan spreken wordt de nieuwe taal van de regio en wordt nog steeds gesproken in de vorm van het Hassania-arabisch.
- De Portugezen verspreiden de casave vanuit Amerika over Afrika en Zuid- en Zuidoost-Azië.

### Godsdienst
- Grote stromen godsdienstige vluchtelingen bereiken de Republiek, zoals de herrnhutters uit Bohemen, de jansenisten, de hugenoten uit Frankrijk en de joden uit Polen.
- In de Republiek is gewetensvrijheid vastgelegd in de Unie van Utrecht. De uiting van afwijkende meningen vooral op godsdienstig gebied wordt alleen steeds moeilijker gemaakt. De arminianen worden vervolgd, alsook de doopsgezinden, socinianen en de spinozisten.
- Rome beschouwt de Republiek als een missiegebied. Het Aartsbisdom Utrecht wordt in status teruggebracht tot Apostolisch vicariaat.
- Een deel van de gereformeerden gaat mee in een zogenoemde Nadere Reformatie, een vroomheidsbeweging die nadruk legt op het zo strikt mogelijk volgen van de kerkelijke leer. Een groot deel volgt echter deze beweging niet. Hierdoor ontstaan binnen de Nederduitse Gereformeerde Kerk grote verschillen in opvattingen en levenshouding, die enkel vanwege het sterk decentrale karakter van de kerk overbrugbaar zijn.
- Socinianen trekken door Europa. Zij behoren tot een genootschap van theologische onderzoekers in Vicenza, die de leer van de Drie-eenheid loochenen.
- Een revisie van door de Russisch-orthodoxe Kerk gebruikte teksten en riten hebben als doel de Russische kerk te uniformeren met de Byzantijnse (Griekse) kerk. Het gevolg is echter een schisma, waardoor de Russisch-orthodoxe Kerk uiteenvalt in een staatskerk en anderzijds de beweging van de oudgelovigen.
- De Sjoelchan Aroech (lett. gedekte, welvoorziene tafel), het belangrijkste joodse wetboek, wordt geschreven door rabbijn Yosef Karo, die vanaf 1536 in Safed woont, in Galilea. Een 16e-eeuws commentaar op Sjoelchan Aroech van Rabbi Moshe ben Isserles heet Mappa (tafelkleed).

### Wetenschap
- Verschillende filosofen en rechtsgeleerden leggen de nadruk op het natuurrecht als richtsnoer, met als kenbron de rede die als autonoom wordt beschouwd en niet per se hoeft samen te vallen met de openbaring (De Groot, Pufendorf, Thomasius, Wolff).
- René Descartes is de eerste die de filosofie van Aristoteles niet alleen verwerpt, maar ook vervangt door een eigen levensvatbaar filosofisch systeem, waarmee hij de basis legt voor het Rationalisme. Het rationalisme beschouwt de rede als de enige of voornaamste bron van kennis. De werkelijkheid bevat volgens rationalisten een inherente redelijke en logische structuur die vanwege dit feit ook direct door het verstand gelezen kan worden zonder enige tussenkomst van iets anders dan het denken zelf. Dit in tegenstelling tot stelsels die voornamelijk op openbaring of traditie gebaseerd zijn of tot stelsels die de ervaring aanduiden als voornaamste kennisbron (empirisme). De stroming gedijt vooral op het vasteland, met name in Frankrijk en Duitsland, terwijl zijn tegenstander, het empirisme, vooral populair is in Groot-Brittannië. De grote namen binnen het rationalisme zijn René Descartes, Baruch de Spinoza en Gottfried Leibniz.
- Isaac Newton en Gottfried Leibniz ontdekken onafhankelijk van elkaar de hoofdstelling van de integraalrekening.
- Europeanen nemen van hun vele reizen over de wereld planten en dieren mee naar huis om onderzocht en tentoongesteld te worden. De eerste rariteitenkabinetten worden aangelegd. De Enkhuizense arts Paludanus en de Harderwijkse burgemeesterszoon Ernst Brinck nemen van hun vele reizen even zovele bezienswaardigheden mee naar huis.

### medisch
- Opkomst van de moderne wetenschap. In de medische wetenschap gaat men zelf bijvoorbeeld op onderzoek uit in plaats van oude meesters als Aristoteles en Galenus te bestuderen.
- De verlosmeester Peter Chamberlen vindt rond 1670 de verlostang uit. Zijn zoons en opvolgers houden de uitvinding nog lange tijd geheim.
- De Enkhuizer arts Paludanus neemt van overal geneeskrachtige planten mee en legt in Enkhuizen een botanische tuin aan.

### Innovatie
- Uitvinding van de Hollandse kijker door Hans Lippershey. De Italiaanse geleerde en uitvinder Galileo Galilei bouwt zelf een verbeterde versie en bestudeert daarmee diverse hemellichamen, wat leidt tot een revolutie in het wereldbeeld van de mens. Later bouwt Christiaan Huygens telescopen die gewild zijn in heel Europa.
- Het slingeruurwerk met een opwindmechanisme en een veer is een enorme verbetering ten opzichte van klokken die uitsluitend met een dalend gewicht werden aangedreven. In de 17e eeuw worden de eerste pendules in vierkante tafelklokken gemonteerd.

### Amerika
- De oostkust van Noord-Amerika wordt gekoloniseerd. De Fransen in het noorden rond de Sint-Laurensrivier, daaronder de Engelsen in Maryland en Virginia Aan de Hudsonrivier sticht de West-Indische Compagnie de kolonie Nieuw-Nederland
- De Beveroorlogen woeden tussen de Irokezen en de Fransen en vooral tussen de Irokezen onderling. De meeste slachtoffers vallen onder de bevers, die vrijwel uitsterven aan de Amerikaanse oostkust.

### Kunsten
- Overgang naar de Barok. Voorbeelden in de schilderkunst zijn de Spaanse schilder Velázquez en de in Duitsland geboren Vlaming Peter Paul Rubens.
- In de gereformeerde Noordelijke Nederlanden is vanitas een veel voorkomend thema in de schilderkunst. Het Latijnse woord betekent ijdelheid en leegheid. Met bijvoorbeeld schedels, gedoofde kaarsen, verwelkte bloemen, zeepbellen, vergane boeken, muziekinstrumenten, klokken of omgevallen glazen wordt de ijdelheid, tijdelijkheid en zinloosheid van het aardse gevisualiseerd.
- In de schilderkunst worden de historiestukken populair. In de Zuidelijke Nederlanden is Rubens de voornaamste meester, in de Noordelijke Nederlanden Rembrandt.
- De commedia dell'arte, het Italiaanse volkstoneel, wordt nog spectaculairder door het inlassen van elementen uit de fabels en de mythologie en het gebruik van mechanische trucs ("kunst- en vliegwerk"). De spelersgezelschappen trekken door heel Europa. Na 1660 spelen Italianen, afwisselend met Molière, in het Petit-Bourbon-theater in Parijs, eerst
- De kwabstijl is een decoratiestijl, die wordt toegepast op meubels, schilderijlijsten en vooral op zilverwerk. Kenmerkend zijn de organische vormen.

### Muziek
- De Renaissancemuziek vindt haar hoogtepunt in de kerkmuziek van Palestrina en de opera's van Monteverdi.
- De barokmuziek kan in het bijzonder gedijen door de bloeiende muziekcultuur aan de diverse Europese vorstenhoven. Veel rijke hooggeplaatsten hebben musici en componisten in dienst of fungeren als hun mecenas. Veel hoogtijdagen en festiviteiten worden opgeluisterd door speciaal voor die gelegenheid in opdracht gecomponeerde werken. Ook ten behoeve van kerkelijke erediensten worden in het tijdperk van de barok nieuwe muziekvormen ontwikkeld.
- De instrumenten die over de periode 1580 tot 1680 door de Antwerpse familie Ruckers - Couchet worden gebouwd, zijn representatieve voorbeelden van de Vlaamse instrumentenbouw uit die tijd. Het gaat om klavecimbels met één of twee klavieren, maar ook om spinetten en virginalen.
- De Amsterdamse stadsorganist Jan Pieterszoon Sweelinck geeft in de Oude Kerk concerten voor de burgerij, een noviteit die navolging krijgt van Franz Tunder en Dietrich Buxtehude in Lübeck.
- Ontstaan van  de Franse opéra-comique, het Duitse Singspiel en de Spaanse zarzuela. Populair zijn opera's met thema's uit de Griekse en Romeinse mythologie.

### Bouwkunst
- Barok in de bouwkunst: Onder invloed van de Italiaanse architecten Carlo Maderno, Francesco Borromini en Gian Lorenzo Bernini wordt een stijl ontwikkeld die rijk, vermetel is en die uitloopt op een ware stortvloed van gebogen, plastische vormen. In de Zuidelijke Nederlanden worden veel kerken in deze stijl gebouwd.
- In gebieden die protestants zijn geworden ontstaat behoefte aan nieuwe kerken waarin het volk rondom de preekstoel wordt verzameld. Met name in Nederland en Duitsland worden veel protestantse kerken als centraalbouw gebouwd. Enkele zeventiende-eeuwse Nederlandse voorbeelden zijn de Noorderkerk in Amsterdam, de Nieuwe Kerk in Den Haag en de Nieuwe Kerk in Groningen.
- Mogol-architectuur is een mengvorm van islamitische en hindoe-architectuur. De Taj Mahal geldt als hoogtepunt van de Mogol-architectuur.

### Stad en land
- Aanleg in Vlaanderen, Holland en Friesland van een aantal trekvaarten. De reistijd per trekschuit is veel korter dan die per zeilschip.
- In plaats van de waterput komt de waterpomp, die veel dieper reikt.
- Het kasteel verliest de functie van veilige vluchtplaats in tijden van oorlog. Het wordt verbouwd tot jachtslot of buitenplaats met lusthof.
- In Groningen en Drenthe wordt begonnen met ontveningen.
- Onder leiding van Jan Adriaanszoon Leeghwater worden de Hollandse meren drooggemalen: de Beemster (1612), de Purmer (1622) en de Schermer (1635). In 1650 is de Zeeuwse Generale Prins Willempolder droog.
- De welvaart van Amsterdam komt tot uitdrukking in de aanleg van de grachtengordel. De koopmanshuizen aan deze grachten worden gebouwd in de toonaangevende stijl van het Hollands classicisme.
- Middelburg wordt, mede dankzij de vele Vlaamse poorters, na Amsterdam de grootste handelsstad, grootste haven en belangrijkste VOC en WIC-stad van de Republiek der Zeven Verenigde Nederlanden.
- Introductie in de Nederlanden van de tabaksteelt.
- Het eerste Europese koffiehuis wordt in 1645 in Venetië geopend. Andere, grote Europese steden blijven niet achter: in 1650 volgt Oxford, in 1651 Londen, in 1664 Den Haag, in 1677 Hamburg en in 1689 Parijs, Boston en New York.
- Opkomst in Duitsland en Frankrijk van de pomologie, die zich vooral bezighoudt met de beschrijving en systematische indeling (taxonomie) van de soorten en variëteiten in fruit.

### Scheepvaart en handel
- De mercantilistische theorie schrijft voor, dat de overheid een protectionistische rol in de economie speelt.  De interventie richt zich aan de ene kant op het bevorderen maar vooral ook structureren van de handel (export), aan de andere kant op het nemen van protectionistische maatregelen om de import zo veel mogelijk te beperken.
- Europa maakt kennis met producten als koffie, thee, suiker en cacao.
- De commerciële tabaksteelt in Europa komt op. Tussen 1610 en 1620 wordt voor het eerst in Nederland en Engeland tabak geteeld. Het eerste in Veere, gevolgd door Amersfoort rond 1615. Van daaruit verspreidt de teelt zich over de Utrechtse Heuvelrug en later naar de Betuwe.
- De Portugezen nemen de cassave uit Brazilië mee naar Afrika.

### Suriname
- In deze eeuw staat Suriname in Engeland bekend als "Specklewood Country" oftewel letterhoutland. Vanwege het voorradig zijn van zoveel letterhout wordt het land zelfs zo aangeduid op de oudste landkaart. Naast suiker is letterhout een gewild ruil- of betaalmiddel, aangezien er nog geen geld is in Suriname.
- De geïsoleerde, landinwaarts gelegen Jodensavanne groeit vanaf 1640 uit tot een joodse pseudo-staat waar religieuze vrijheid heerst en waar de inwoners vrijgesteld zijn van veel burgerplichten, in ruil voor een prompte belastingbetaling.

### Innovatie

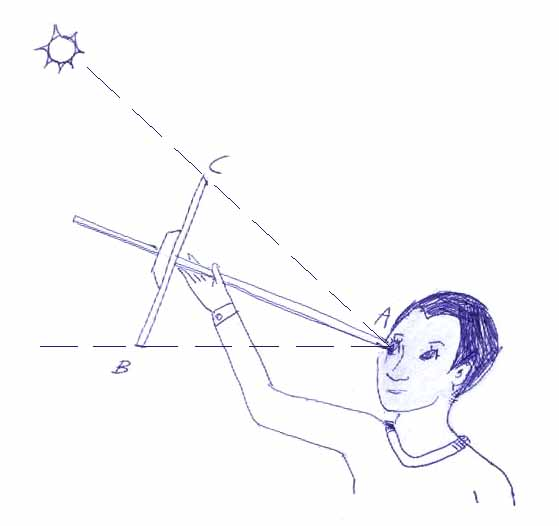
Uitvinding jakobsstaf

- De uitvinding van de jakobsstaf verbetert de navigatie op zee.

### Militair
- Simon Stevin zet de ontwikkeling van het Oud-Nederlands vestingstelsel in gang. Adriaen Anthonisz is een belangrijk persoon voor wat betreft het perfectioneren van het oud-Nederlands vestingstelsel en is verantwoordelijk voor het ontwerpen van de verdedigingswerken van veel Nederlandse steden.
- Het accent in de landsverdediging verschuift van de vestingstad naar de defensielinie. Voorbeelden zijn de Staats-Spaanse Linies, de Oude Hollandse Waterlinie en de Oude IJssellinie.
- De musketier vormt samen met de piekenier de hoofdmoot van de infanterie.

### Mode
- In de Nederlanden wordt de fardegalijn gedragen door vrouwen met een hoge sociale status. Zij volgen de Spaanse mode die door Isabella van Spanje (1566 – 1633) naar de lage landen wordt gebracht, waar de verdegaal aan de lokale smaak wordt aangepast.
- Mannen dragen de uit Spanje afkomstige pofbroek.
- Kroatische huursoldaten baren opzien in Parijs met hun rond de nek geknoopte zakdoeken of halsdoeken. De cravate wordt vervolgens een begrip in de modewereld als de jonge koning Lodewijk XIV er een van zijde draagt. Charles II introduceert de cravate in Engeland en zijn koloniën.

### dieren
- De Engelse volbloed ontstaat als in Engeland drie hengsten worden uitgekozen, die aan de wieg komen te staan van de volbloed: Darley Arabian, een Arabier; Godolphin Barb, een Berber, en Byerley Turk, een Turks paard (of Turkoman) dat waarschijnlijk is buitgemaakt op Ottomaanse troepen en meegevoerd naar Engeland. Deze hengsten worden gekruist met de snelste merries met als doel de snelste paarden te fokken voor de wedrennen, die vanaf die tijd zeer populair zijn.

## Belangrijke personen
- Anna van Oostenrijk
- Robert Boyle
- Christina I van Zweden
- Oliver Cromwell
- Cornelis Drebbel
- René Descartes
- Pierre de Fermat
- Filips IV van Spanje
- Frederik Hendrik van Oranje
- Galileo Galilei
- Reinier de Graaf
- Gustaaf II Adolf van Zweden
- Thomas Hobbes
- Robert Hooke
- Christiaan Huygens
- Maurits van Oranje
- Isaac Newton
- Johan van Oldenbarnevelt
- Axel Oxenstierna
- Johannes Vermeer
- Karel II van Engeland
- Athanasius Kircher
- Antoni van Leeuwenhoek
- Gottfried Wilhelm Leibniz
- Keizer Leopold I
- John Locke
- Lodewijk XIII van Frankrijk
- Lodewijk XIV (de Zonnekoning)
- Kardinaal Mazarin
- Murat IV
- Olivares
- Blaise Pascal
- Kardinaal de Richelieu
- Rembrandt van Rijn
- Peter Paul Rubens
- Michiel Adriaenszoon de Ruyter
- William Shakespeare
- Jan Sobieski
- Baruch Spinoza
- Tokugawa Iemitsu

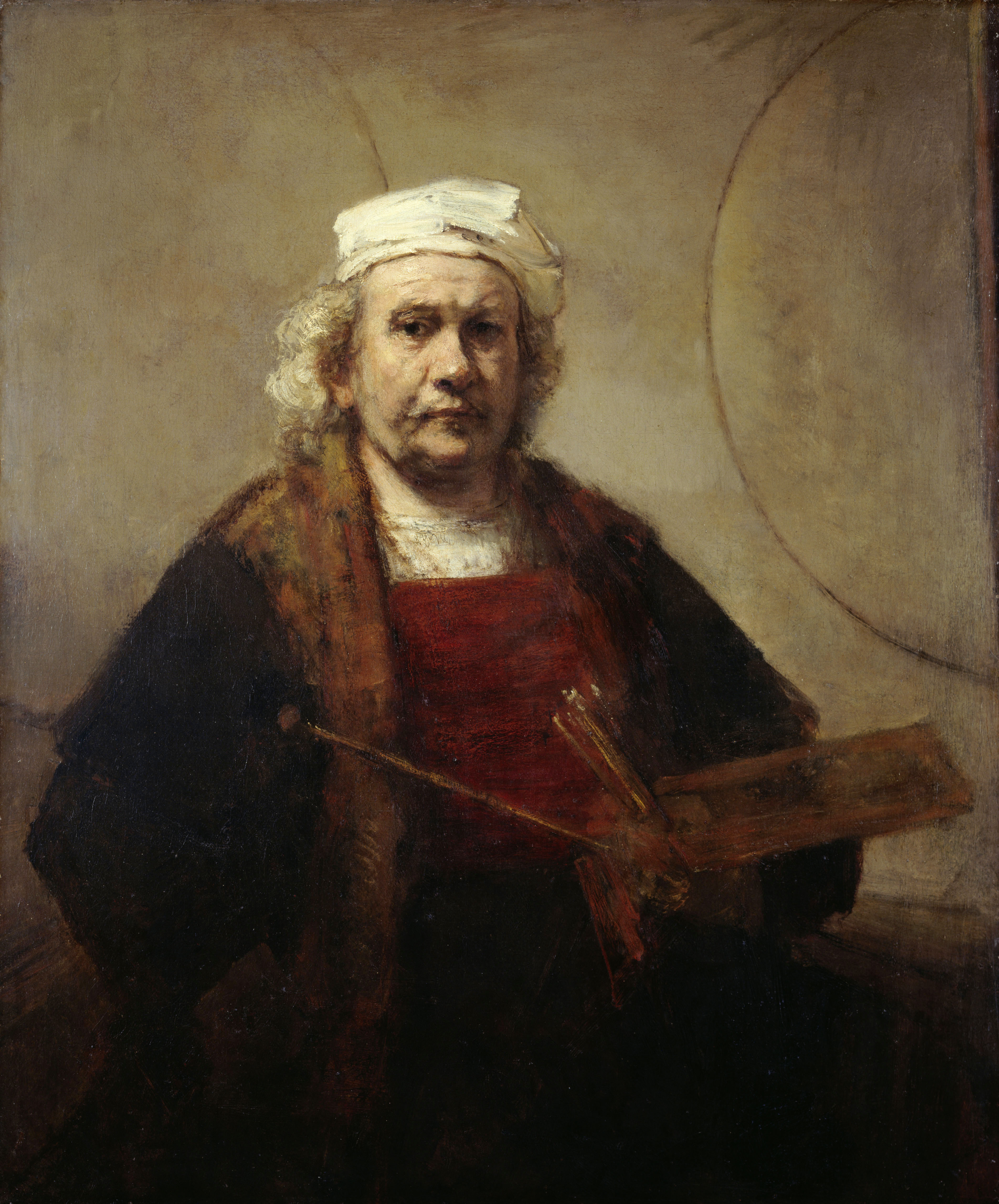
Rembrandt van Rijn

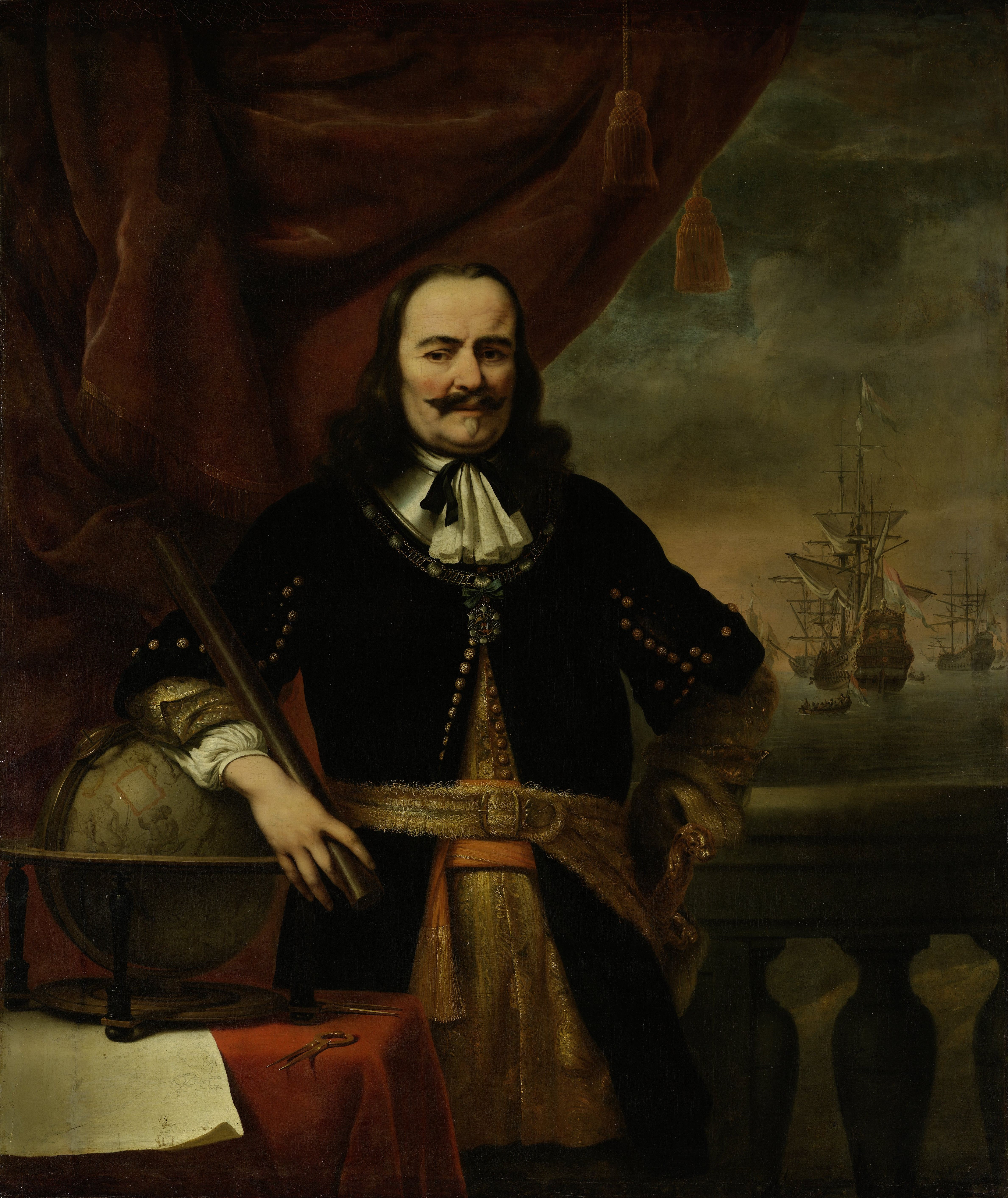
Michiel de Ruyter door Ferdinand Bol in 1667. Hij draagt zijn Orde van de Heilige Michaël

- Diego Rodríguez de Silva y Velázquez
- Albrecht von Wallenstein
- Willem III van Oranje-Nassau
- Johan de Witt
- Johannes Kepler